# Smokey Point
Smokey Point és una concentració de població designada pel cens dels Estats Units a l'estat de Washington. Segons el cens del 2000 tenia 1.556 habitants.

## Demografia
Segons el cens del 2000, Smokey Point tenia 1.556 habitants, 628 habitatges, i 425 famílies. La densitat de població era de 229,3 habitants per km².
Dels 628 habitatges en un 32,2% hi vivien nens de menys de 18 anys, en un 58,1% hi vivien parelles casades, en un 6,2% dones solteres, i en un 32,3% no eren unitats familiars. En el 25% dels habitatges hi vivien persones soles l'11,3% de les quals corresponia a persones de 65 anys o més que vivien soles. El nombre mitjà de persones vivint en cada habitatge era de 2,48 i el nombre mitjà de persones que vivien en cada família era de 2,99.
Per edats la població es repartia de la següent manera: un 25,4% tenia menys de 18 anys, un 7% entre 18 i 24, un 30,7% entre 25 i 44, un 20,2% de 45 a 60 i un 16,7% 65 anys o més.
L'edat mediana era de 37 anys. Per cada 100 dones de 18 o més anys hi havia 97,1 homes.
La renda mediana per habitatge era de 46.202 $ i la renda mediana per família de 53.828 $. Els homes tenien una renda mediana de 37.614 $ mentre que les dones 30.250 $. La renda per capita de la població era de 20.133 $. Cap de les famílies i el 4,1% de la població estaven per davall del llindar de pobresa.

## Poblacions més properes
El següent diagrama mostra les poblacions més properes.